# ハリケーン・クローデット (2003年)
2003年のハリケーン・クローデット（Hurricane Claudette）は、2003年に大西洋で発生した3個目のトロピカル・ストームであり、また最初のハリケーンである。

## 特徴
かなり長命な7月の大西洋のハリケーン、クローデットはカリブ海西部でトロピカル・ウェーブとして生まれた。速い速度で西へ向かい、ユカタン半島を横切ってから北西にメキシコ湾を進んだ。クローデットはポートオコーナーに上陸する直前まではトロピカル・ストームであったが、急速に発達してサファ・シンプソン・ハリケーン・スケール（SSHS）でカテゴリー1のハリケーンになった。発生から消滅まで通して進路や強さの予報が不正確であったために、その進路沿いで広範囲にわたり度々不必要な備えが行われることとなった。
アメリカ合衆国では7月にハリケーンが上陸したのは1997年のハリケーン・ダニー以来のことである。このハリケーンでは計3名（直接1、間接2）が死亡し、主に強風と広範囲にわたる海岸の浸食でテキサス州で被害が生じた。ブッシュ大統領はテキサス州南部の一部を、被害を受けた市民が支援を申請できるFederal Disaster Areaと宣言した。クローデットはまた大量の雨を降らし、メキシコのキンタナ・ロー州やセントルシアで若干の被害が生じた。